# Liste der Nummer-eins-Hits in Frankreich (1993)
Diese Liste enthält alle Nummer-eins-Hits in Frankreich im Jahr 1993. Es gab in diesem Jahr elf Nummer-eins-Singles und 19 Nummer-eins-Alben.
| Singles | Alben |
| --- | --- |
| - Michael Jackson – Heal the World - 4 Wochen (23. Dezember 1992 – 16. Januar 1993) - Whitney Houston – I Will Always Love You - 1 Woche (17. Januar – 23. Januar, insgesamt 9 Wochen) - Jordy – Dur dur d'être bébé! - 2 Wochen (24. Januar – 6. Februar, insgesamt 11 Wochen; → 1992) - Whitney Houston – I Will Always Love You - 8 Wochen (7. Februar – 3. April, insgesamt 9 Wochen) - Jordy – Alison - 6 Wochen (4. April – 15. Mai) - 2 Unlimited – No Limit - 3 Wochen (16. Mai – 5. Juni) - Dire Straits – Your Latest Trick - 6 Wochen (6. Juni – 17. Juli) - Gary Moore – Parisienne Walkways - 1 Woche (18. Juli – 24. Juli) - Haddaway – What Is Love - 5 Wochen (25. Juli – 28. August) - Les G. O. Cul-Ture – Darla dirladada - 2 Wochen (29. August – 11. September, insgesamt 5 Wochen) - Regg'lyss – Mets de l'huile - 1 Woche (12. September – 18. September, insgesamt 2 Wochen) - Les G. O. Cul-Ture – Darla dirladada - 1 Woche (19. September – 25. September, insgesamt 5 Wochen) - Freddie Mercury – Living On My Own - 2 Wochen (26. September – 9. Oktober, insgesamt 12 Wochen) - Les G. O. Cul-Ture – Darla dirladada - 1 Woche (10. Oktober – 16. Oktober, insgesamt 5 Wochen) - Regg'lyss – Mets de l'hulile - 1 Woche (17. Oktober – 23. Oktober, insgesamt 2 Wochen) - Les G. O. Cul-Ture – Darla dirladada - 1 Woche (24. Oktober – 30. Oktober, insgesamt 5 Wochen) - Freddie Mercury – Living On My Own - 10 Wochen (31. Oktober 1993 – 8. Januar 1994, insgesamt 12 Wochen) | - Prince and The New Power Generation – Love Symbol - 1 Woche (30. Dezember 1992 – 2. Januar 1993) - Fredericks Goldman Jones – Sur scène - 3 Wochen (3. Januar – 23. Januar) - Bodyguard (Filmsoundtrack) - 8 Wochen (24. Januar – 20. März) - Verschiedene Interpreten – Tycoon - 3 Wochen (21. März – 10. April) - Depeche Mode – Songs Of Faith And Devotion - 2 Wochen (11. April – 24. April) - Patricia Kaas – Je te dis vous - 5 Wochen (25. April – 29. Mai) - Dire Straits – On The Night (live) - 4 Wochen (30. Mai – 26. Juni) - Stephan Eicher – Carcassonne - 2 Wochen (27. Juni – 10. Juli) - Magazine 60 – Medley 60's Slows - 1 Woche (11. Juli – 17. Juli) - U2 – Zooropa - 1 Woche (18. Juli – 24. Juli) - Johnny Hallyday – Parc des Princes 93 - 5 Wochen (25. Juli – 28. August) - U2 – War - 2 Wochen (29. August – 11. September) - Verschiedene Interpreten – Boulevard des hits vol. 17 - 1 Woche (12. September – 18. September) - Verschiedene Interpreten – Top DJ - 3 Wochen (19. September – 9. Oktober) - Verschiedene Interpreten – Dance Machine - 1 Woche (10. Oktober – 16. Oktober, insgesamt 3 Wochen) - Verschiedene Interpreten – Nuits Trance - 1 Woche (17. Oktober – 23. Oktober) - Verschiedene Interpreten – Dance Machine - 2 Wochen (24. Oktober – 6. November, insgesamt 3 Wochen) - Phil Collins – Both Sides - 3 Wochen (7. November – 27. November) - Hélène – Hélène - 1 Woche (28. November – 4. Dezember) - Fredericks Goldman Jones – Rouge - 7 Wochen (5. Dezember 1993 – 22. Januar 1994) |